# Деніел Честер Френч

Френч Дейл Честер  (англ. Daniel Chester French 20 квітня, 1850, Ексетер, штат Нью-Гемпшир — 7 жовтня, 1931, Стокбрідж, штат Массачусетс ) — скульптор зі Сполучених Штатів, майстер меморіальної пластики і монументів.

## Життєпис
Майбутній скульптор народився в містечку Ексетер, штат Нью Гемпшир. Походив з забезпеченої родини юриста, судді, котрий був помічником міністра фінансів США. 1867 року родина перебралась на житло в місто Конкорд, штат Массачусетс. Сусідами родини були Ральф Волдо Емерсон (поет і релігійний діяч) та родина Олкотт. З містом Конкорд у Френча буде пов'язана і перша замова на монумент. Рішення стати скульптором було діяльно підтримане Луїзою Мэй із родини Олкотт.
Френч отримав освіту в Массачусетському технологічному інституті і рік пропрацював на фермі батька. Під час відвідин родичів в Брукліні (Нью-Йорк) дістався майстерні скульптора Джона Квінсі Адамса Варда, де працював один місяць. Двадцяти трьохлітнім початківцем отримав замову від міста Конкорд на монумент Мінит Мен. До цього встиг пропрацювати один рік в місті Флоренція в майстерні американського скульптора Томаса Болла (1819-1911).
Коротке перебування на батьківщині - і він знову вирушає до Західної Європи, в Париж, де влаштувався на навчання в Національну школу красних мистецтв. По закінченні декілька років мешкав в Тоскані, Італія.
Серед перших замов скульптора - надгробок братам Мілмор «Смерть і скульптор» ( Мілмор меморіал в місті Бостон). Традиція поєднання холоднуватих алегорій з реалістично відтвореними фігурами мала широке розповсюдження в монументах і надгробках скульпторів Західної Європи ( їх робили француз Франсуа Рюд, італієць Луїджі Беллі, низка майстрів надгробків ). Алегоричні постаті в монументах часто поєднував і Френч.
В меморіалі братів Мілмор він поєднав алегоричну фігуру Смерті з реалістично відтвореною фігурою молодого скульптора. Крилата жінка м'яко зупиняє руку молоденького скульптора, котрий натхнено працював над висіканням сфінкса. Здивування викликає алегорія Смерті, не схожа на жодне стеріотипне зображення смерті в надгробках ( кістяк в довгому одязі з відлогою і косою в руці). Френч подав смерть як молоду і вродливу жінку, що схожа на янгола-охоронця. Всі фігури надгробка насичені такою пластичною красою, що перетворили групу на визначний зразок меморіальної пластики в Сполучених Штатах. На пригнічуючий зміст скульптурної групи працював і темний колір бронзи, використаний для варіанта 1893 року.
Ще в дні перебування в Парижі, де була створена гіпсова модель надгробка перед відливкою в бронзі, її помітили і розцінили як вдалу. Гіпсова модель була подана на декілька паризьких виставок, на одній з яких (Салон Марсова поля) отримала медаль третього ступеня. Це був другий такий випадок, коли твір американського митця отримав визнання в тодішньому художньому центрі світу - Парижі.
Гіпсову модель скульптурної групи «Смерть і скульптор» показали також на колумбійській Всесвітній виставці в Чикаго 1893 року. Але цей варіант твору був втрачений 1949 року.
1893 року популярний на той час скульптор був серед засновників Національне товариство скульпторів США.
Присутність таємних сил, що впливають на життя і діяльність людей, часта тема творів мистецтва Френча, особливо в меморіальній пластиці ( «Смерть і скульптор», «Ткач і дві музи»), повних пластичної краси і теплого почуття. Вважався одним з найкращих майстрів меморіальної пластики і виконав цілу низку меморіалів мільйонерів і багатіїв в східних штатах країни.
Однак він створював і холодні алегорії, уособлення алегорій скульптури, архітекури. Верхом холодної офіційності стала велетенська «Алегорія Республіки» семи метрів заввишки, створена для всесвітньої виставки в місті Чикаго. В забудові США отримав розповсюдження археологічний, сухий неокласицизм в університетських і урядових спорудах, з якими непогано поєднувались нетутешні, алегоричні скульптури Френча ( «Альма матер», Гарвардський уніерситет). Холоднувата державницька велич притаманна і скульптурі Авраама Лінкольна («Меморіал Авраама Лінкольна » в Вашингтоні).

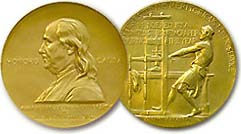
Ск. Френч.Золота медаль Пулітцерівської премії

1913 року він був обраний членом Американської академії мистецтв і наук. Як медальєр виконав золоту медаль Пулітцерівської премії для нагород лауреатів за досягнення в літературі.
Френч помер у віці 81 рік в містечку Стокбрідж і похований в місті Конкорд. Заміська вілла Френча Честервуд перетворена на меморіальний музей скульптора.

## Джерела

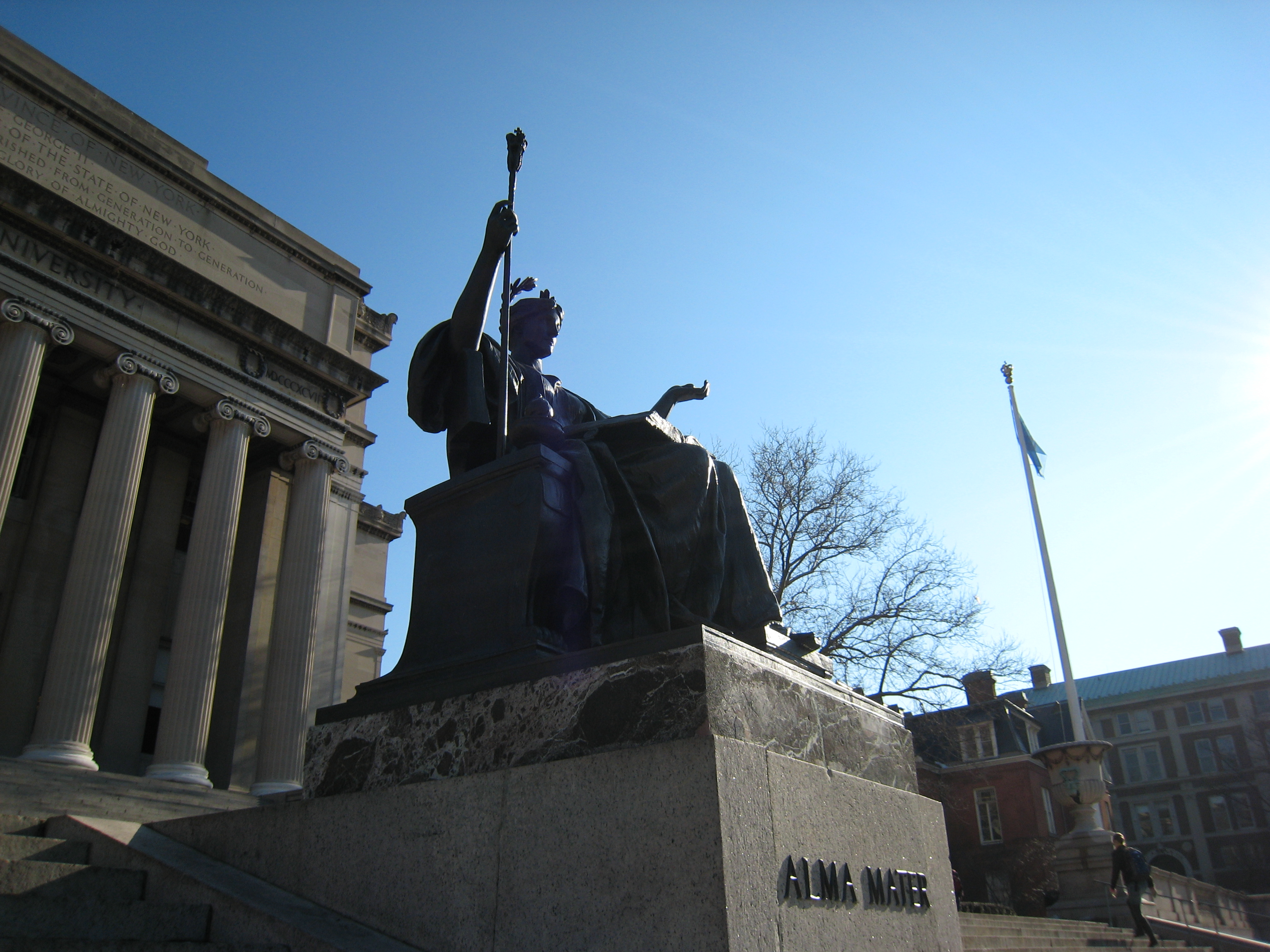
«Альма матер», Колумбійський університет

## Вибрані твори
- «Мінитмен», Конкорд, штат Массачусетс
- «Мілмор меморіал», Бостон
- «Альма матер», Колумбійський університет
- «Джон Гарвард», монумент на честь фундатора Гарвардського університету
- «Льюис Касс»
- «Алегорія Республіки», велетенська скульптура (сім метрів) для Всесвітньої виставки в Чикаго 1893 р.
- «Меморіал Джона Бойла О'Рейли», Бостон
- «Меморіал Ричарда Морріса Ганта», Нью-Йорк
- «Семюел Спенсер», Атланта
- «Меморіал Августа Меєра», Канзас-Сіті, штат Міссурі
- «Меморіал президента Авраама Лінкольна»
- «Меморіал письменника Вашингтона Ірвінга»
- «Алегорія Благодійності», Мансі, штат Індіана, державний уніерситет Болл
- «Меморіал Вільям Генрі Сьюард», Нью-Йорк
- «Томас Гопкінс Галлайдет і Аліса Когсвелл», на честь засновника першої в США школи для глухих дітей, Галлайдет університет, Вашигтон, окуг Колумбія

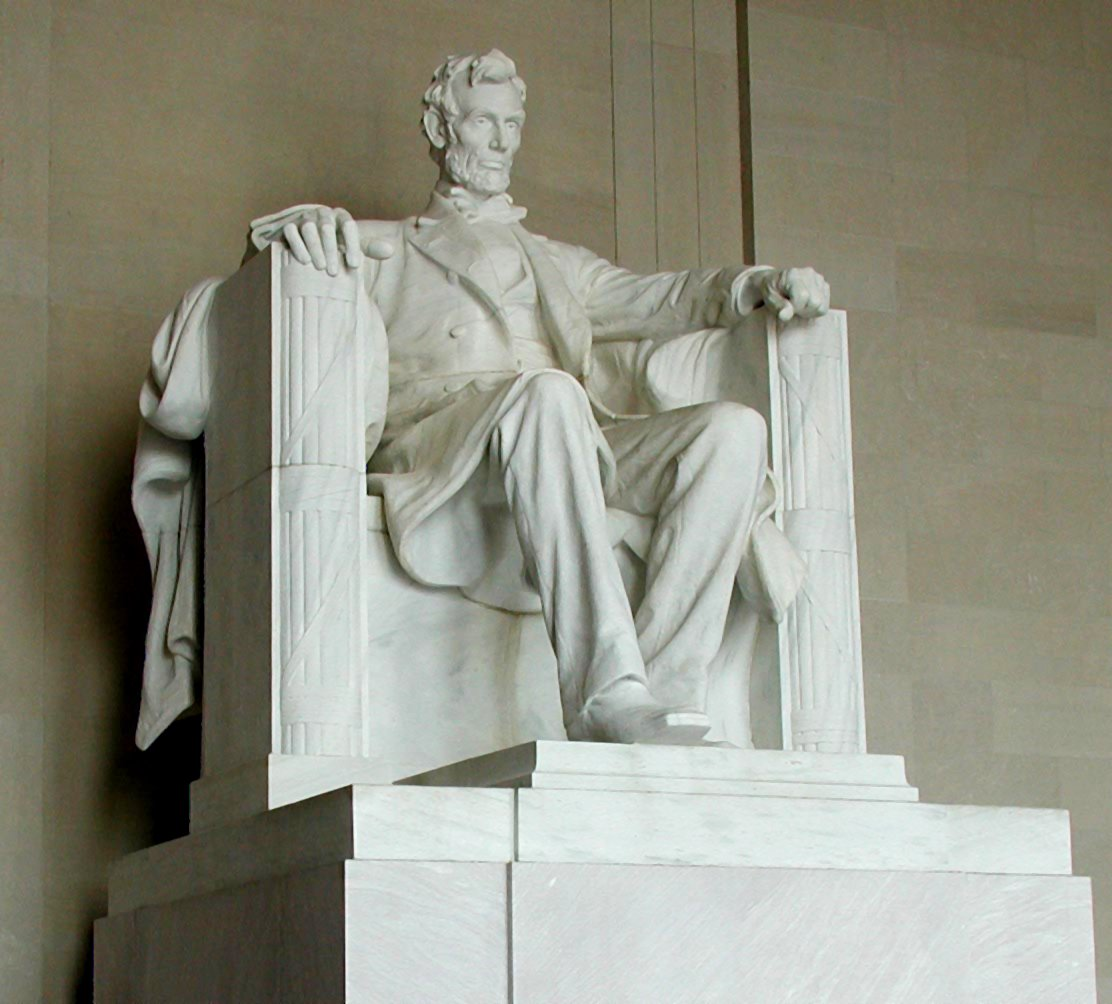
Авраам Лінкольн, Вашингтон
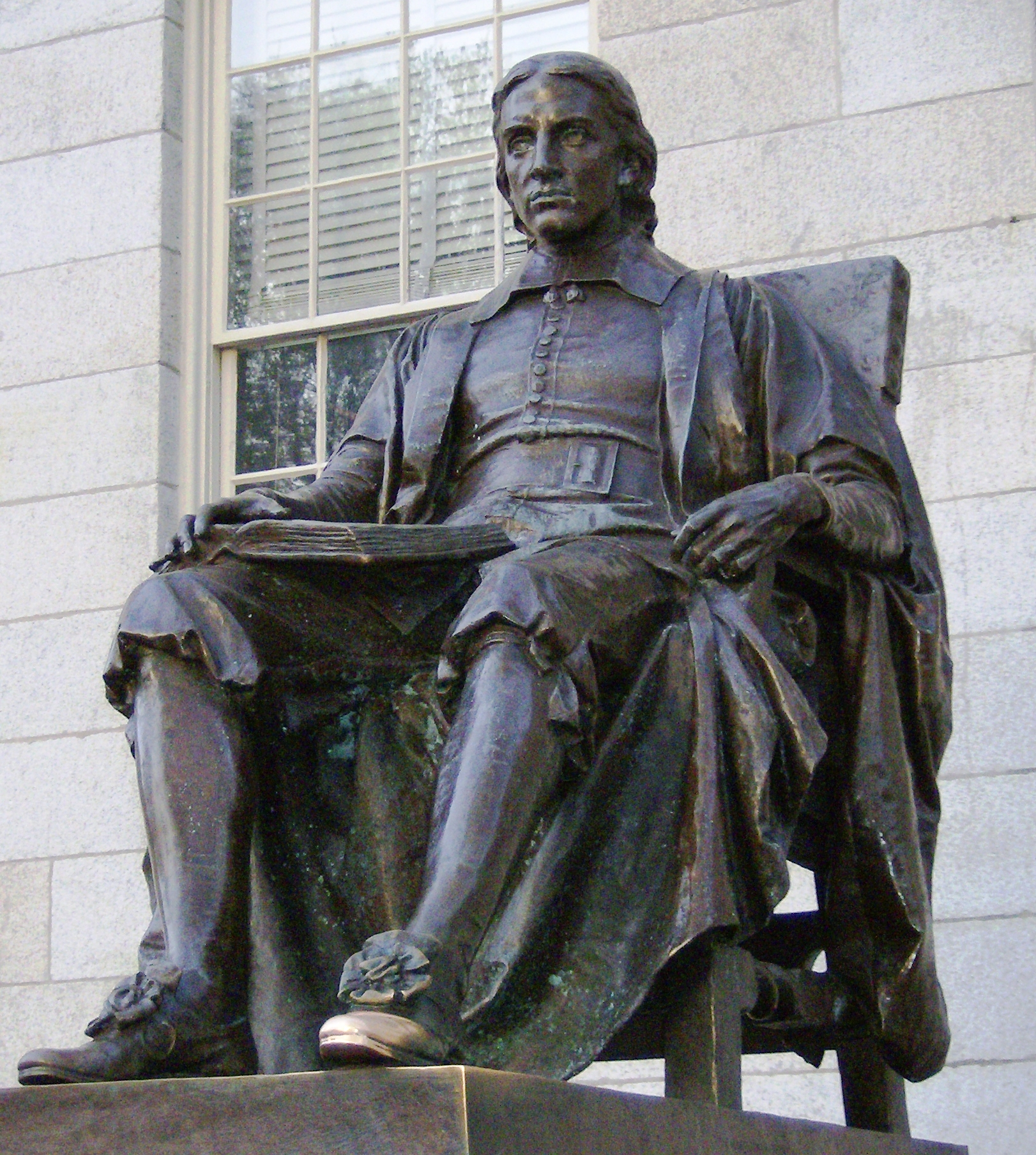
Джон Гарвард (1884),монумент на честь фундатора Гарвардського університету
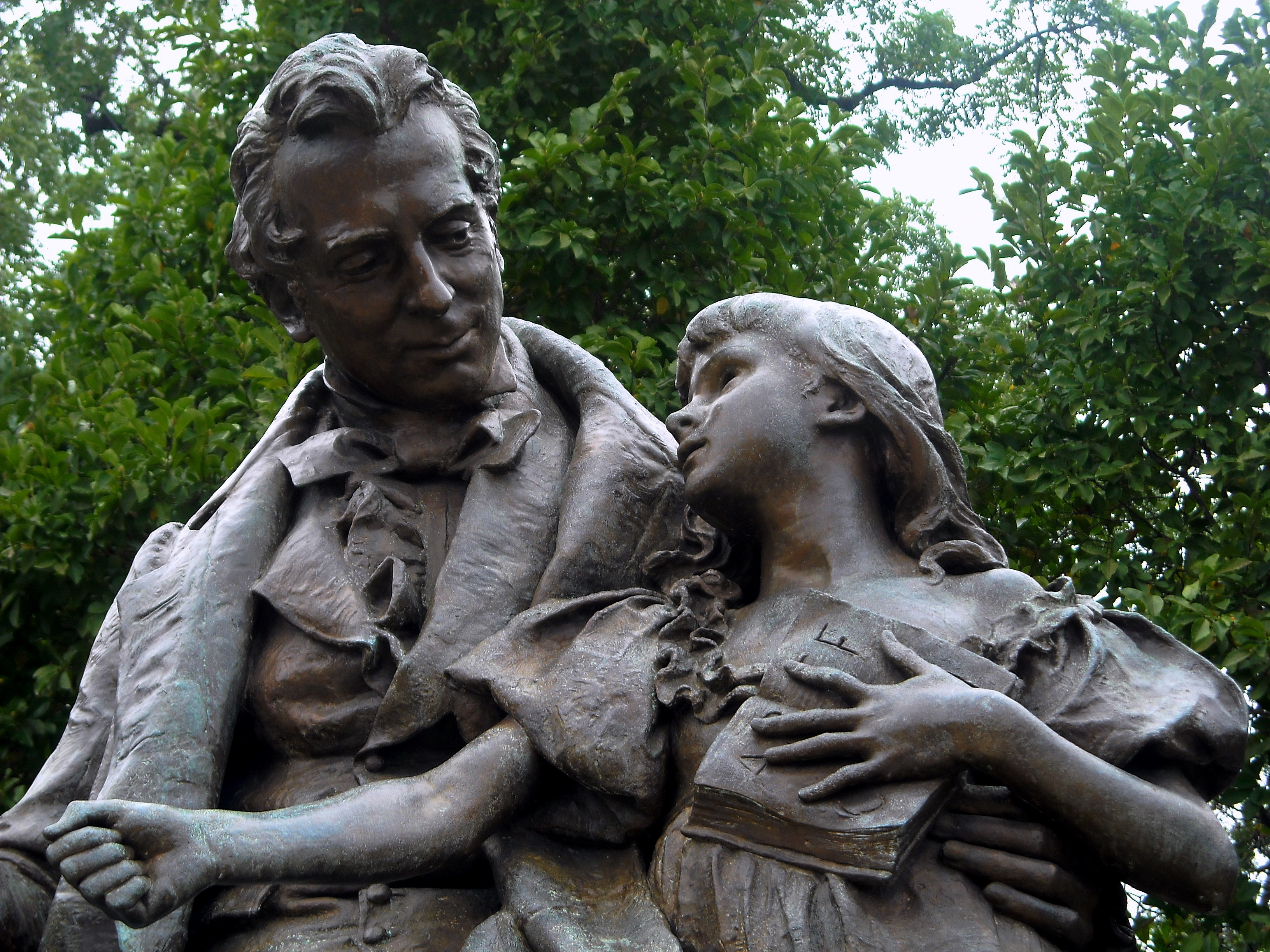
«Томас Гопкінс Галлайдет і Аліса Когсвелл», на честь засновника першої в США школи для глухих дітей, Галлайдет університет, Вашигтон, округ Колумбія (1889)
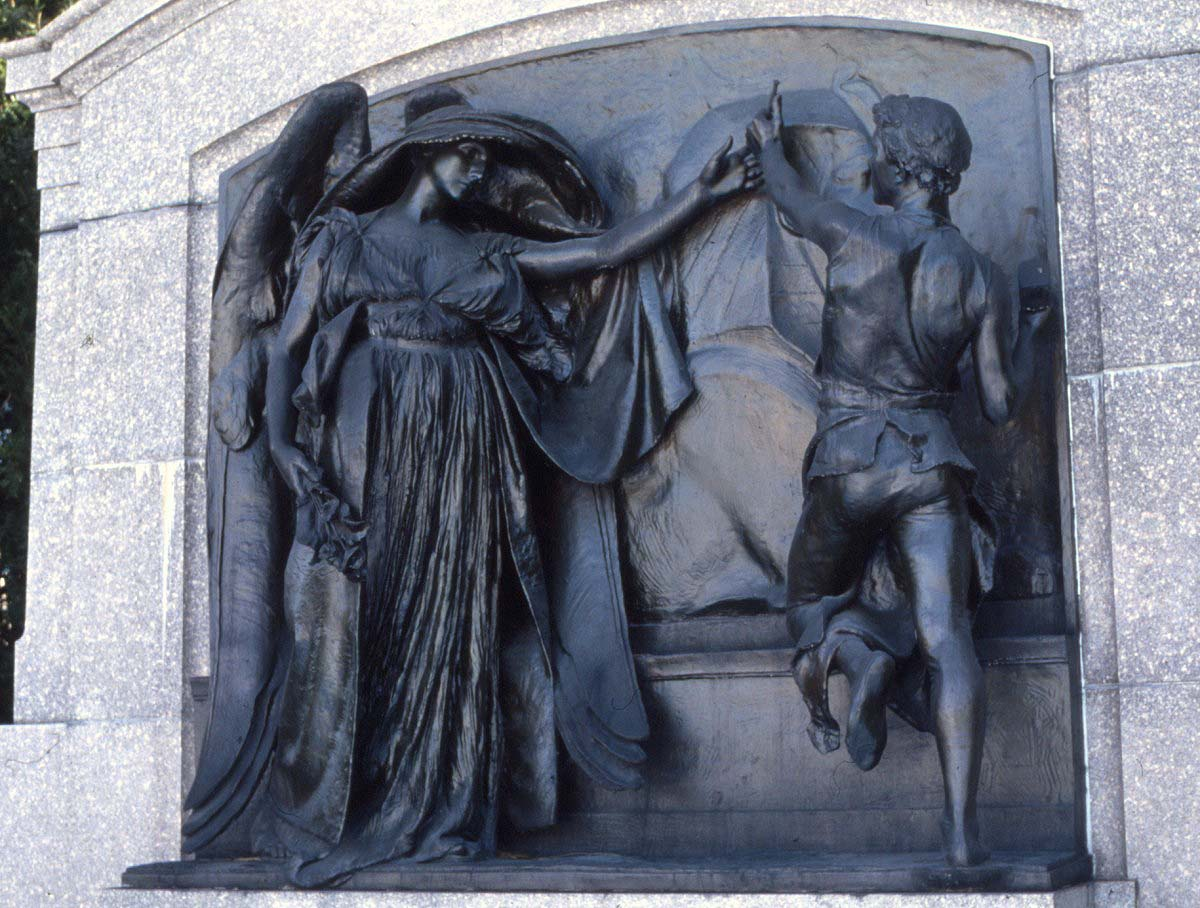
Мілмор меморіал, Бостон
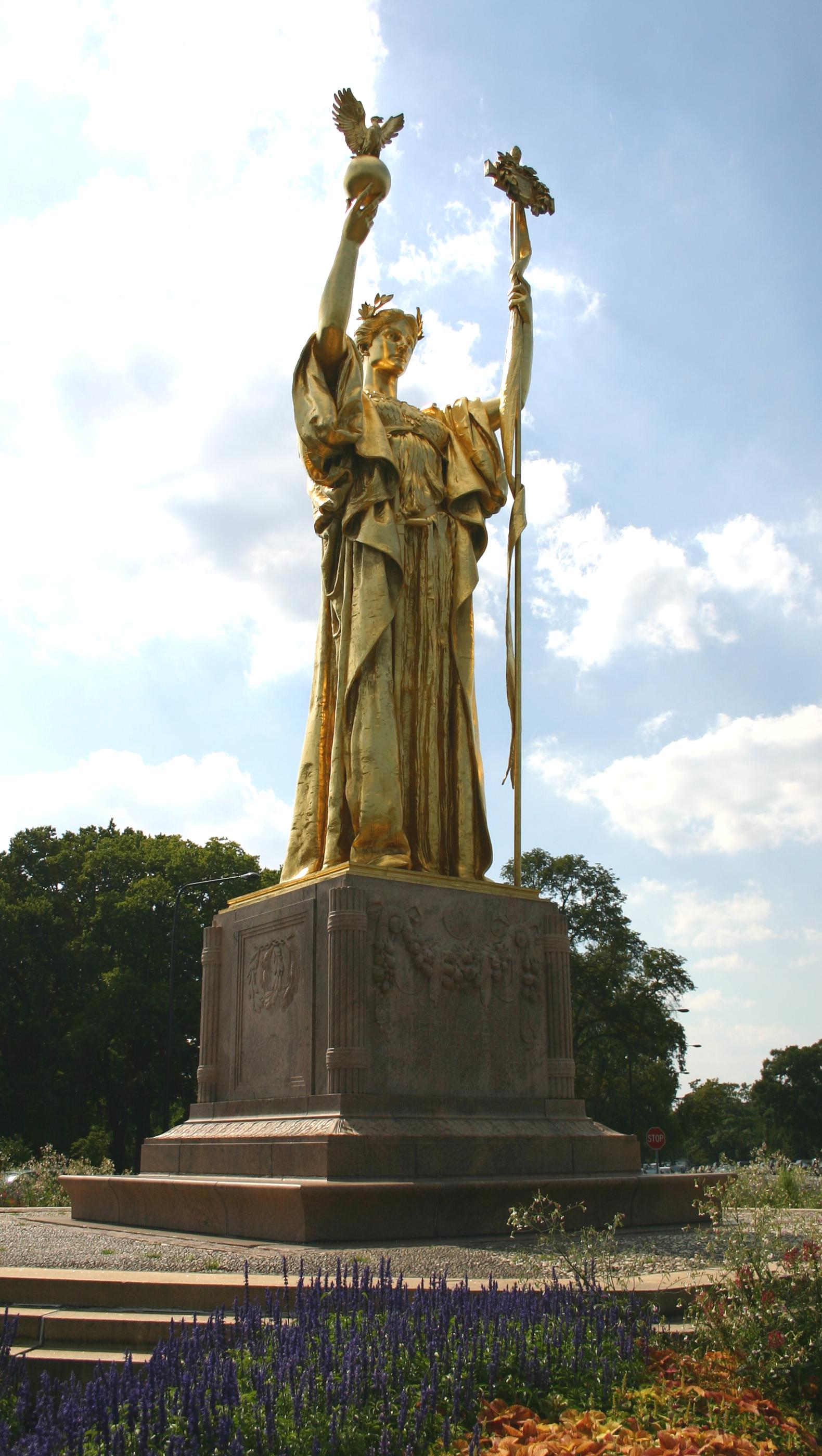
«Алегорія Республіки»,(1893, версія 1918 року), Чикаго
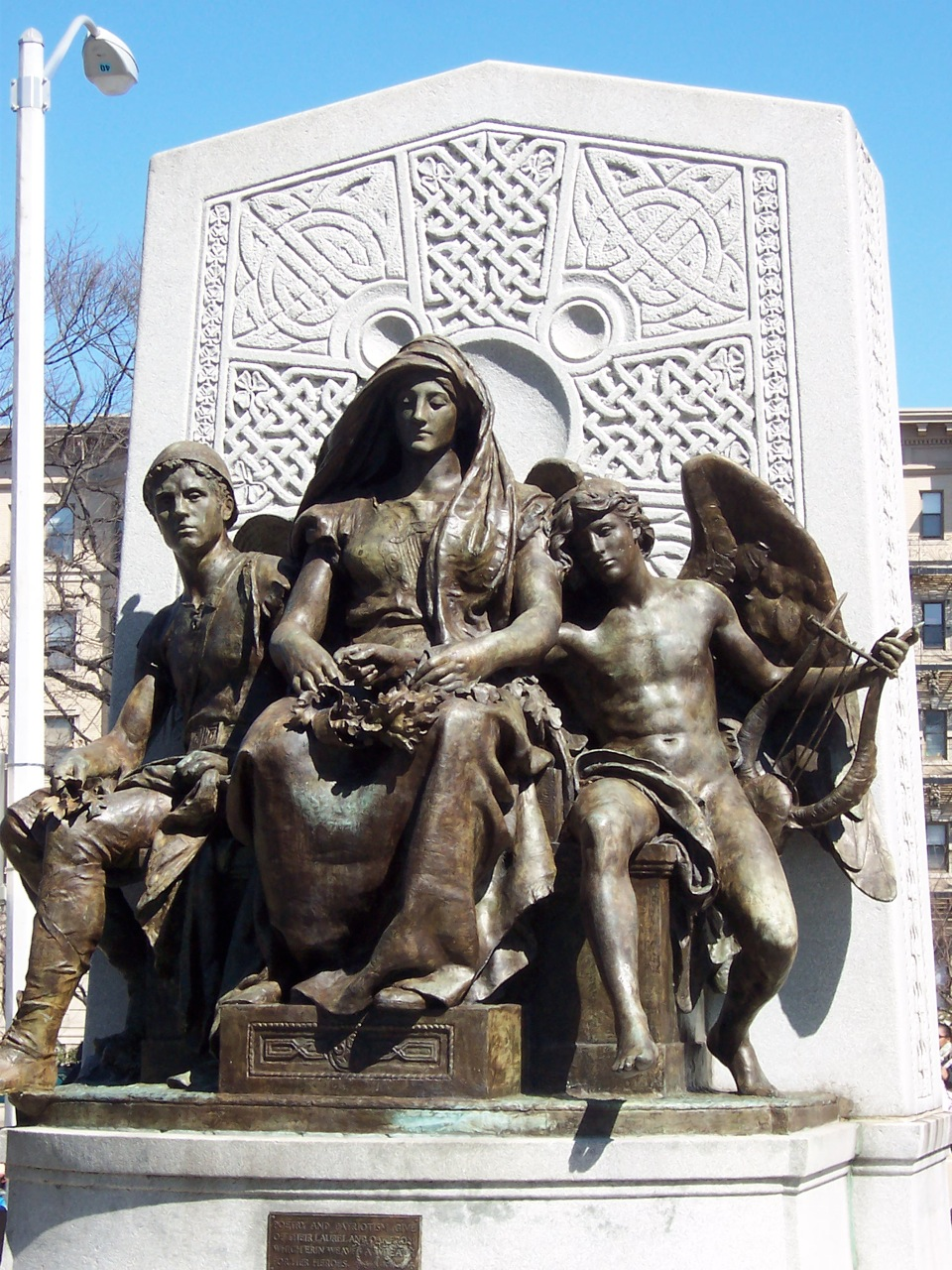
«Меморіал Джона Бойла О'Рейли», (1897), Бостон
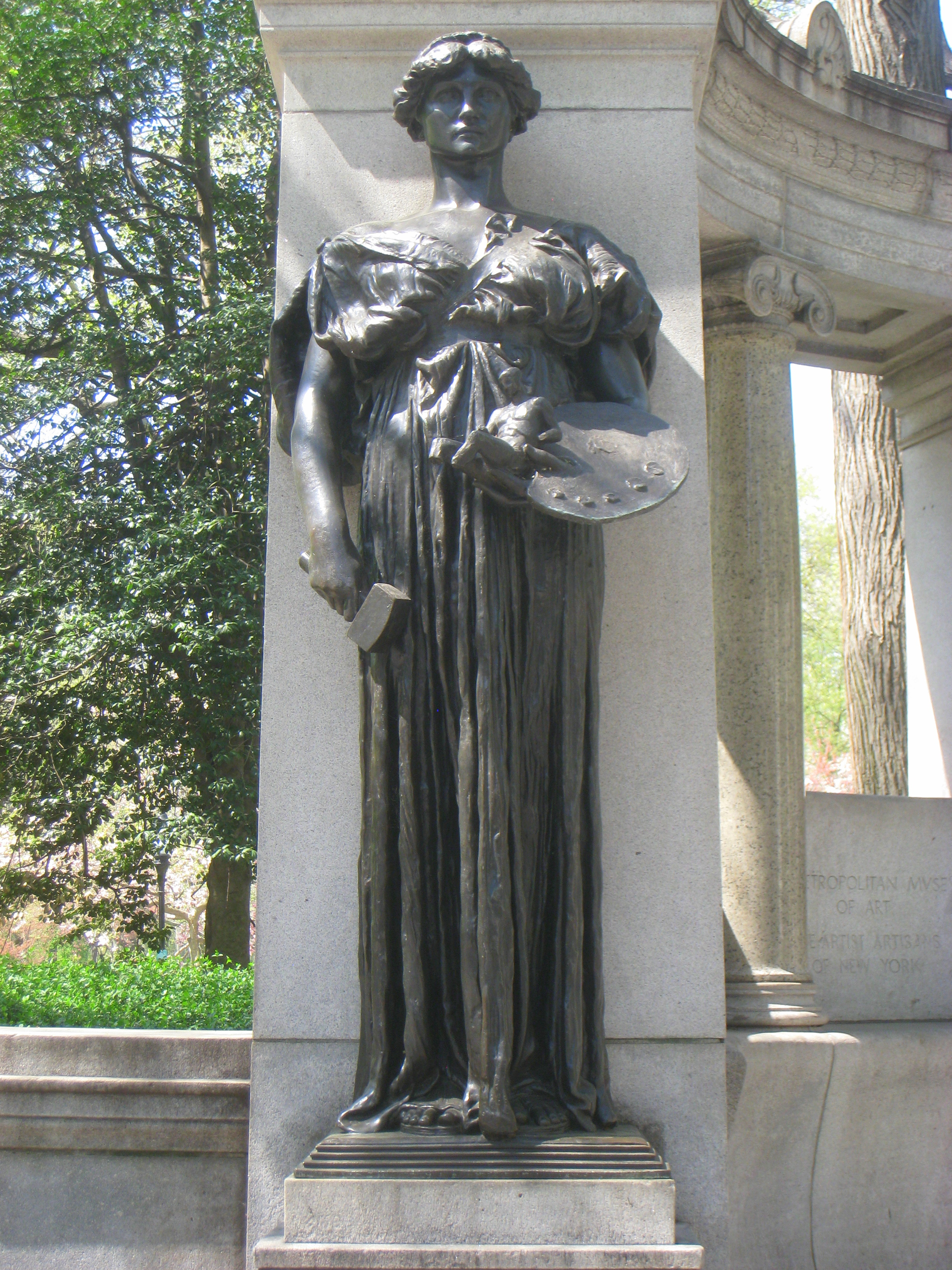
«Меморіал Ричарда Морріса Ганта», (1901), Нью-Йорк, «Алегорія скульптури»
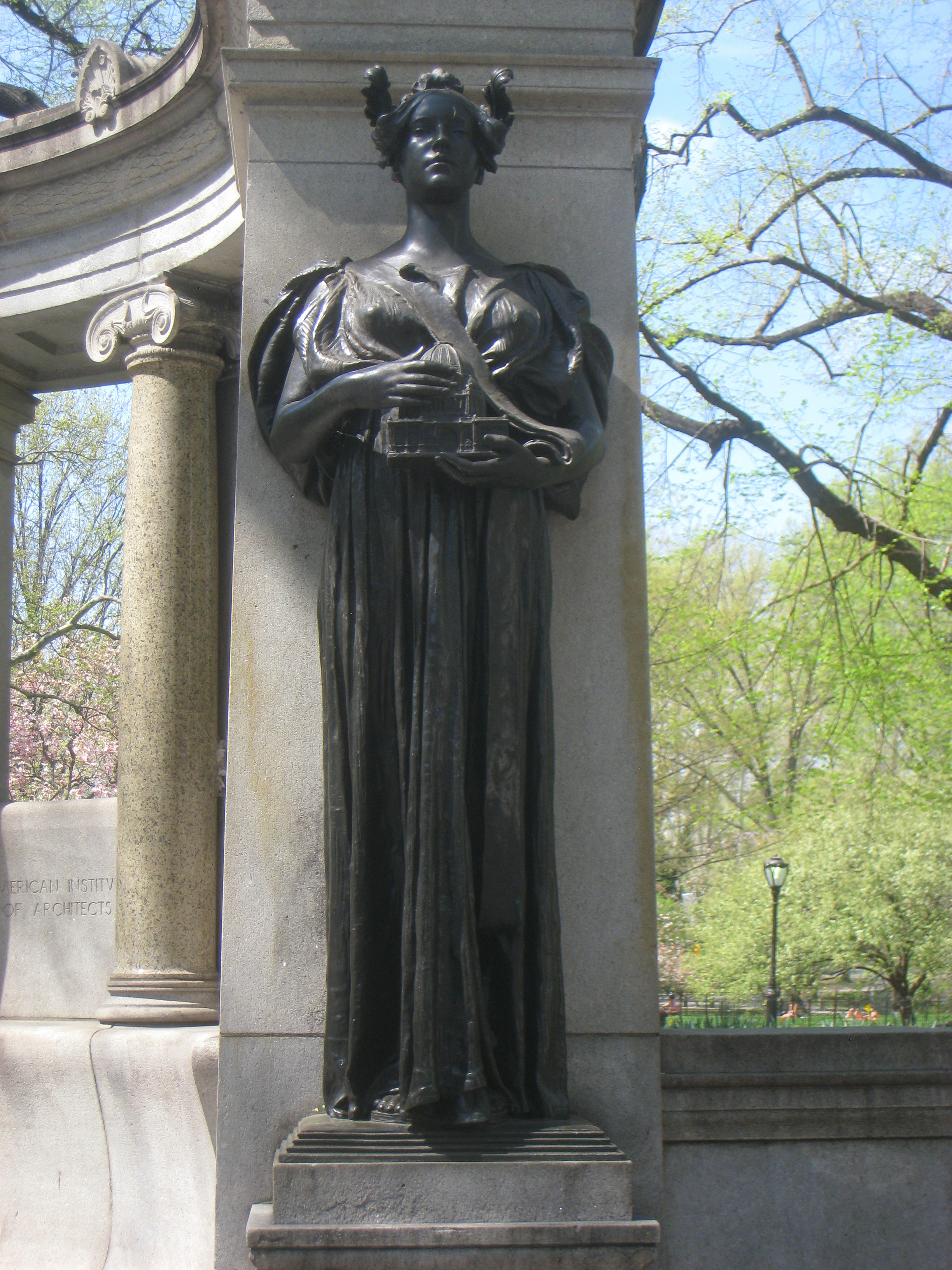
«Меморіал Ричарда Морріса Ганта», (1901), «Алегорія архітектури»
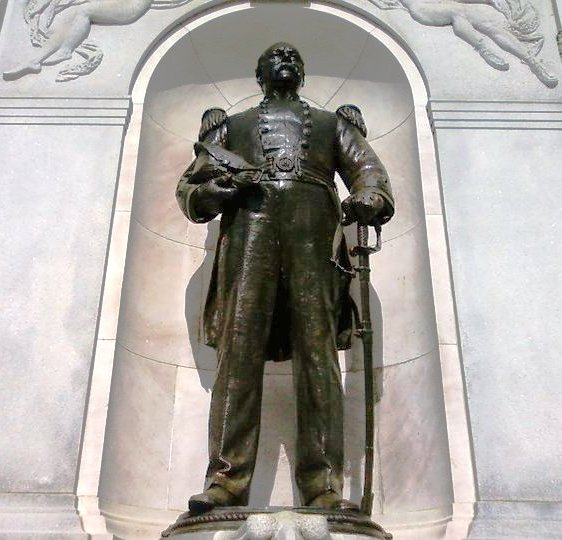
«Джордж Перкінс» (1902),Конкорд, Нью Гемпшир
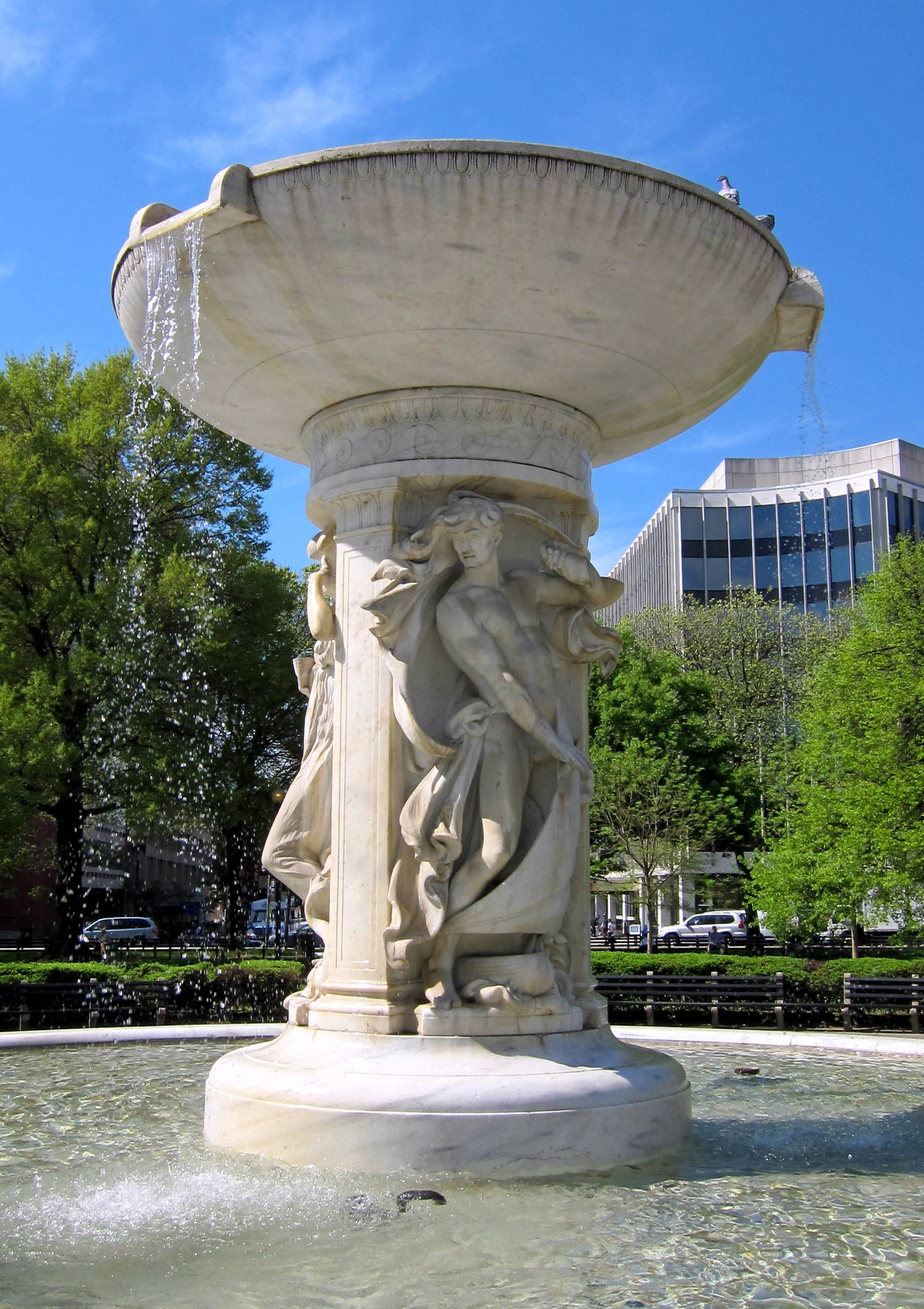
«Меморіальний фонтан Дюпон» (1921), Вашингтон
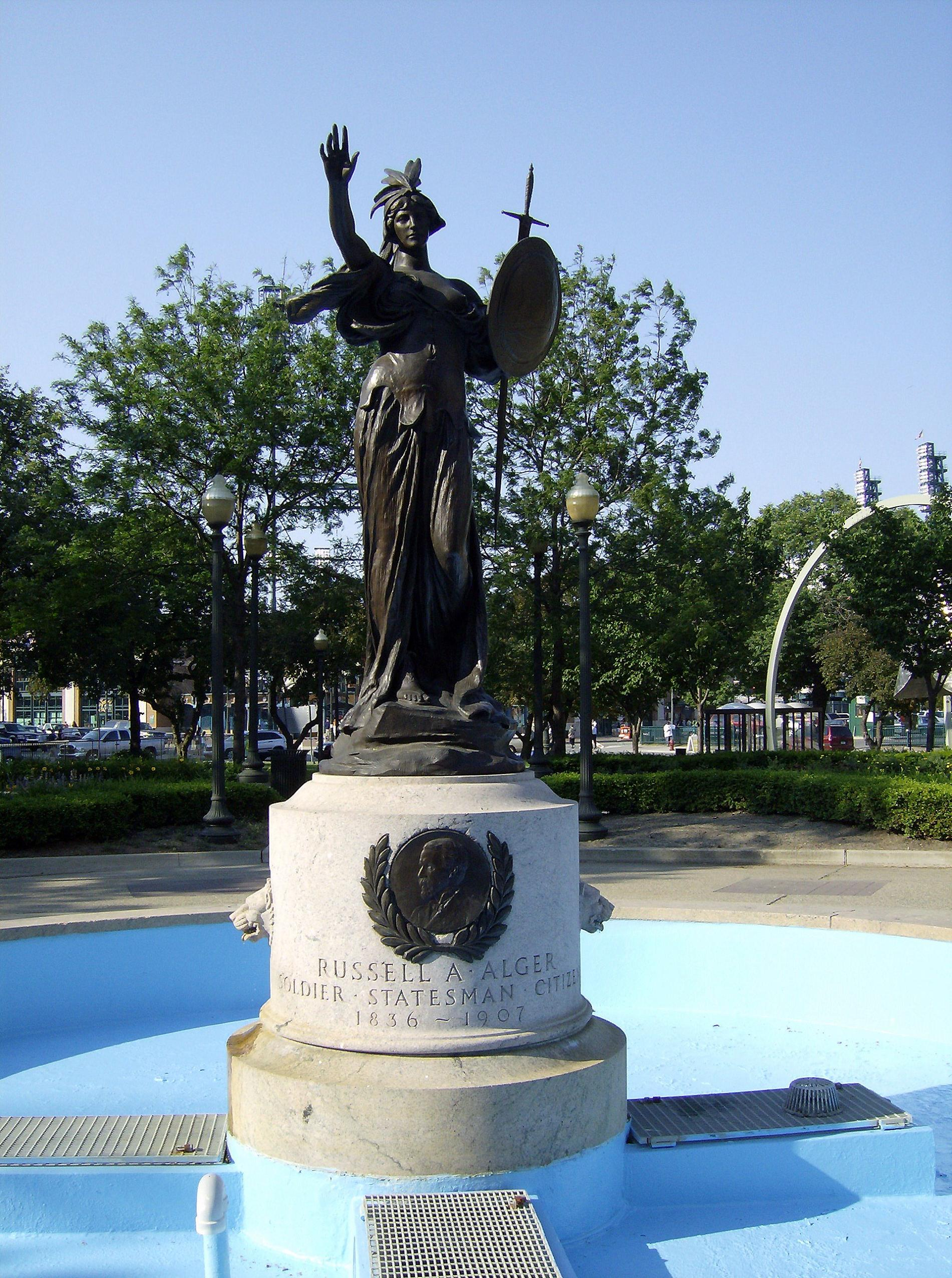
«Фонтан Рассела Алджера» (1921), Детройт, Мічиган
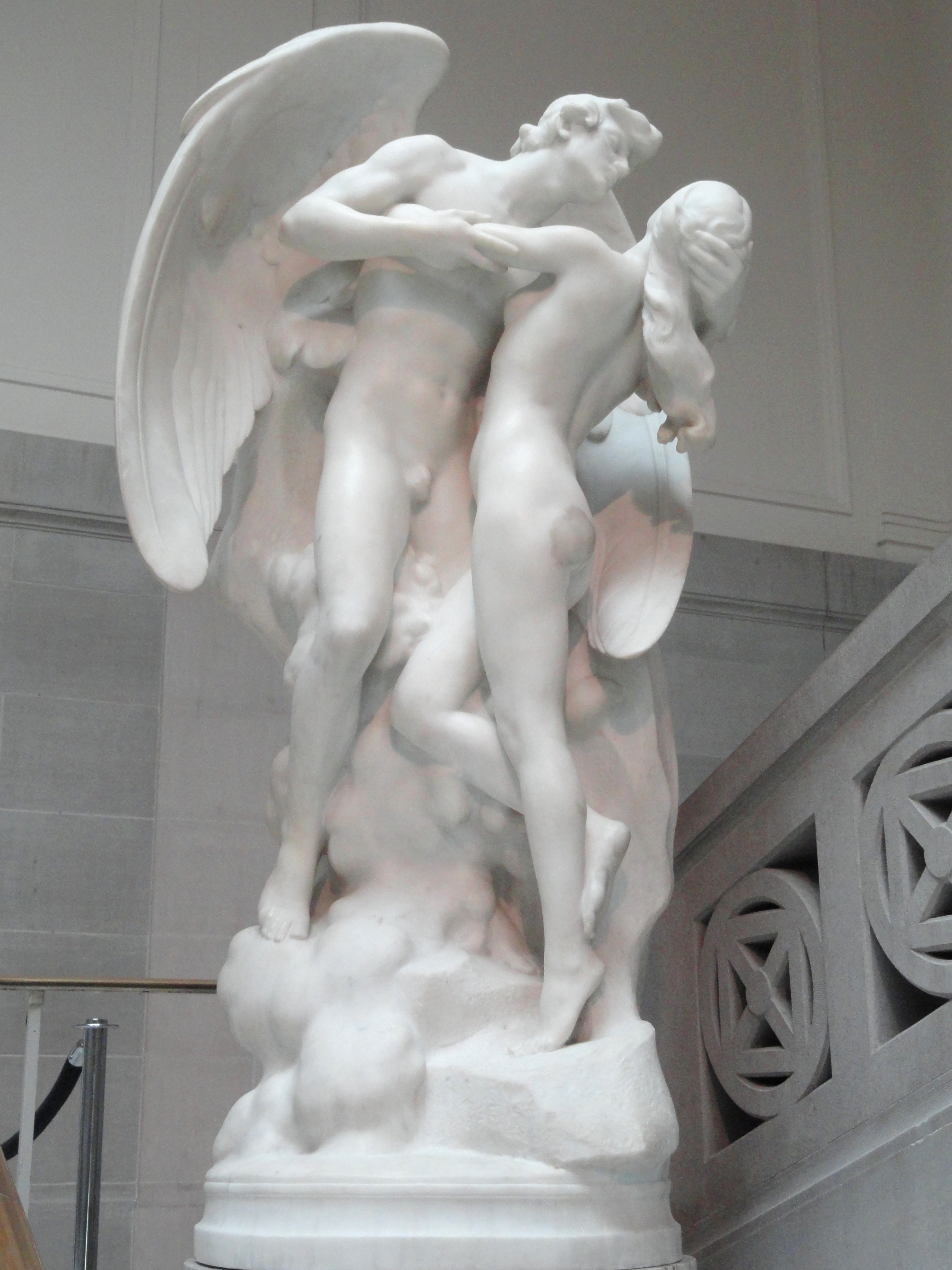
Сини бога із земними жінками, скульптура, 1923